# Baara
Pour plus de détails, voir Fiche technique et Distribution.
Baara (Le Travail) est un film du cinéaste mali en Souleymane Cissé réalisé en 1978.

## Fiche technique
- Titre original : Baara
- Titre français : Le Travail
- Titre anglais ou international : Work
- Réalisateur : Souleymane Cissé
- Scénario : Souleymane Cissé
- Images : Étienne Carton de Grammont et Abdoulaye Sidibé
- Montage : Andrée Davanture
- Musique : Lamine Konté
- Producteur : Les Films Cissé
- Durée : 91 min.
- Date de sortie : 
  - Suisse : 1978 (Locarno Festival)

## Distribution
- Balla Moussa Keïta (Makan Sissoko)
- Baba Niare (Balla Diarra)
- Boubacar Keïta (Balla Traoré)
- Oumou Diarra (la femme de l'ingénieur)
- Ismaïla Sarr (le doyen des ouvriers)
- Oumou Koné (Djénéba)
- Fanta Diabaté
- Ibrahim Traoré

## Nominations et récompenses
- Tanit d'argent aux Journées cinématographiques de Carthage[1]
- Grand Prix, Étalon de Yennenga, FESPACO 1979[2]

## Propos de Souleymane Cissé
« J'ai voulu esquisser une description des problèmes d'une classe ouvrière en formation. Il faut s'interroger sur la façon dont cette classe va s'intégrer au processus de développement de nos pays. »